# Pučení

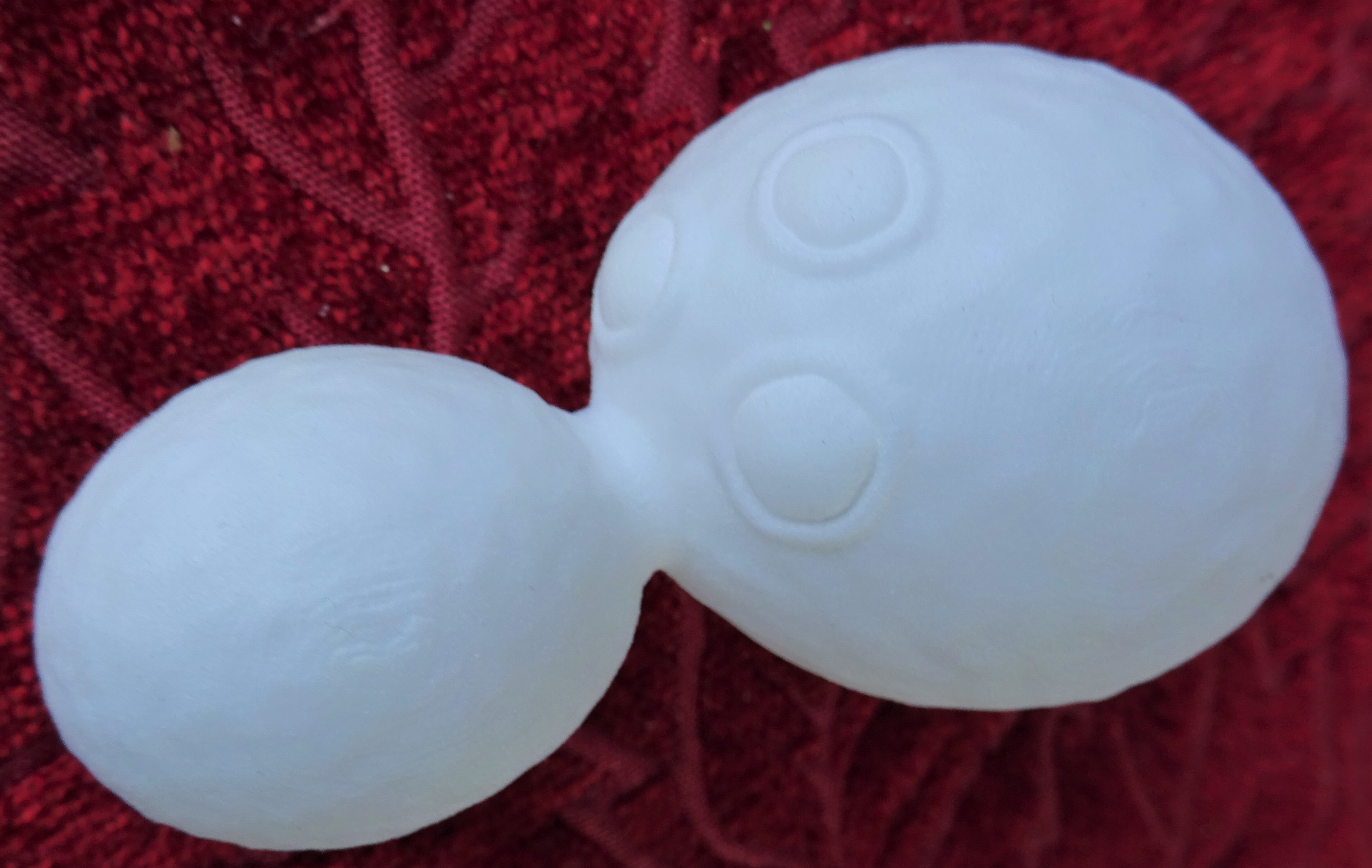
model pučící kvasinky

Pučení (gemace) je typ nepohlavního rozmnožování, při němž vzniká nový jedinec z výčnělku těla jiného jedince. V tomto smyslu je pučení běžné u rostlin (zejména nižších) a u hub (zejména kvasinky), ale velmi často se tento termín používá v souvislosti s živočichy, jako je například žahavec nezmar (Hydra).
Obvykle výčnělek na chvíli zůstává připevněný k mateřskému jedinci, ale nakonec se odděluje. Pučením vzniká jedinec geneticky identický s původním jedincem (klon).